# Anisocapparis speciosa
Anisocapparis speciosa är en kaprisväxtart som först beskrevs av August Heinrich Rudolf Grisebach, och fick sitt nu gällande namn av Cornejo och Iltis. Anisocapparis speciosa ingår i släktet Anisocapparis och familjen kaprisväxter. Inga underarter finns listade i Catalogue of Life.